# Філіпп Швабський
Філіп Шва́бський (нім. Philipp von Schwaben; 1178, Павія — 21 червня 1208, Бамберг) — король Німеччини (1198-1208). Представник німецької династії Гогенштауфенів. Герцог Швабський, маркгаф Тосканський. Також — Філіпп І.

## Біографія

### Молоді роки
Походив з династії Гогенштауфенів. Син Фрідріха I Барбаросси, імператора Священної Римської імперії, та Беатріс Бургундської. З огляду на те, що він був молодшим сином, батько визначив для нього духовну кар'єру. У 1189 році Філіп стає пробстом церкви Святої Марії в Аахені. У 1190 році перед походом Фрідріха I до Палестини Філіпа обирають єпископом Вюрцбурга. Втім наступного рок батько Філіпа загинув, а у 1191 році під час Третього хрестового походу помер один з братів — Фрідріх Швабський. Незабаром новим імператором став ще один брат — Генріх VI. Тому Філіп відмовився від духовної кар'єри й у 1195 році отримав титул маркграфа Тосканського. У 1196 році після смерті іншого свого брата Конрада герцогство Швабське перейшло до Філіпа. Відтоді того іменують Філіпом Швабським.

### Король
У 1197 році раптово помер імператор Генріх VI. Його син Фрідріх був змушений боротися з ворогами за Сицилійське королівство. У свою чергу Філіп Швабський намагався переконати німецьких князів коронувати свого небожа Фрідріха. Це йому не вдалося. Тоді для збереження впливу й міці династії Гогенштауфенів він сам вирішив посісти трон Німеччини й здобути імператорську корону. Під час з'їздів знаті 6 й 8 березня 1198 року в Арнштадті та Мюльхаузені його обрали королем Німеччини. 6 вересня того ж року Філіпа коронували в Майнці. Проти цього рішення виступив Адольф фон Берг, архієпископ Кельнський, що підтримав Оттона Вельфа, герцога Брауншвейзького. Допомогу останньому надав також папа римський Іннокентій III. 12 липня 1198 року Оттона було короновано в Аахені. Останнього підтримали також Річард I, король Англії, володарі Богемії, Тюрінгії та Саксонії, а також його свояк та союзник Великий князь Київський Роман Мстиславович. Спочатку протистояння мало дипломатичний характер. Після смерті Річарда I та укладання союзу Філіпа Швабського з Філіппом II Августом, королем Франції, прихильники Гогенштауфенів отримали перевагу. Зрештою Філіпу швабському вдалося здолати ворогів й до 1204 року приборкати опозицію. Усі колишні вороги підтримали його, а 6 січня 1205 року Адольф фон Берг, архієпископ Кельнський, коронував Філіпа в Аахені. У 1206 році на бік Філіпа Швабського перейшов й папа римський. Після цих успіхів Філіп Швабський став планувати похід до Рима для отримання імператорської корони. Втім, 21 червня 1208 року в Бамберзі Філіпа Швабського вбив баварський пфальцграф Оттон VIII Віттельсбах.

## Родина
Дружина — Ірина (1181—1208), донька Ісаака II Ангела, імператора Візантії
Діти:
- Беатріс (1198—1212) — дружина Оттона IV, імператора Священної Римської імперії
- Кунігунда (1200—1248) — дружина Вацлава I, короля Богемії
- Марія (1201—1235) — дружина Генріха II, герцога Нижньої Лотарингії та Брабанту
- Єлизавета (1203—1235) — дружина Фернандо III, короля Кастилії
- Райналд (д/н) — помер дитиною
- Фрідріх (1206—д/н) — помер дитиною
- Беатріс (1208)